# Tramvajový pás
Tramvajový pás je podle pravidel silničního provozu druh tramvajové dráhy, která je vedena po pozemní komunikaci. Tramvajový pás může být v úrovni vozovky nebo zvýšený. V historických částech měst je pás vyskládán žulovými kostkami nebo vylitý asfaltem. V socialistickém Československu se od 80. let 20. století používaly ve velkém množství panely BKV. Můžeme se setkat i s tzv. otevřeným svrškem, kdy jsou koleje upevněny na dřevěných nebo betonových pražcích a pás je vysypán štěrkem (např. v Praze v ulici Milady Horákové u stanice metra Hradčanská). Vzhledem k nevzhlednosti s touto úpravou setkáváme především na samostatných tramvajových tělesech. Výrazným vylepšením je řešení zatravnění.
Podle zákona o pozemních komunikacích a prováděcích předpisů zákona o dráhách tramvajový pás není součástí pozemní komunikace, podle Zákona o provozu na pozemních komunikacích je však její částí.

## Konstrukční řešení v Praze
Těleso bylo v minulosti nejčastěji vyplněno velkoplošnými panely BKV (převážně od 80. let 20. století), jejichž výhodou je snadná instalace a údržba. Největším problém však bývá kvalita betonu, kdy často dochází k jeho drolení, v krajním případě k uvolňování kolejnic ze speciálního žlábku.
Kolejová tělesa v centru hlavního města jsou typickým příkladem tramvajového pásu. Těleso je vedeno uprostřed vozovky, navíc ve stejné výškové úrovni. Vjezd silničních motorových vozidel je často znemožněn podélně vedenými prahy. Toto řešení je voleno z důvodu plynulosti provozu městské hromadné dopravy.
Od druhé poloviny 20. století je mimo centrum Prahy, na periferních panelových sídlištích, preferováno kolejové těleso vedené v samostatném středovém pásu širokých komunikací mírně nad úrovní vozovky. Typickým příkladem je zrekonstruovaná trať z roku 2010 v úseku (Kotlářky) Vozovny Motol do Řep. V okrajových částech Prahy je však koncepce tramvajového pásu opouštěna a nově vzniklé tramvajové trati jsou řešeny stavbou samostatného drážního tělesa (např. prodloužení trati Nádraží Braník – Sídliště Modřany z 90. let, nebo protažení trati z Hlubočep na Barrandov z počátku 21. století).